# 弗朗西斯科·阿莱克斯·度·纳斯克曼多·莫赖斯
弗朗西斯科·阿莱克斯·度·纳斯克曼多·莫赖斯（Francisco Alex do Nascimento Moraes，1990年5月19日—），是一名巴西职业足球运动员，曾效力于中国足球超级联赛球会南昌八一队。

## 俱乐部生涯
阿莱克斯出身于帕尔梅拉斯青年队，2008年曾经被租借到巴西低级别联赛球队Taboao da Serra锻炼。2009年12月17日，中超升班马南昌八一正式宣布签入阿莱克斯。现已离开南昌衡源。
。